# Старая Тумба
Старая Тумба (чув. Кивĕ Тăмпа) — село в Алькеевском районе Республики Татарстан, входит в состав Аппаковского сельского поселения.

## География
Находится на юге района, на берегу реки Тумбинка, среди лесного массива, в 50 км к юго-востоку от с. Базарные Матаки (райцентр).

## История
Основано во 2-й половине 18 в. В дореволюционных источниках известно как Татарская Тумба. В 18 — 1-й половине 19 вв. жители относились к категории государственных крестьян.. Занимались земледелием, разведением скота. В начале 20 в. здесь функционировали Михайло-Архангельская церковь, земская школа, 6 мелочных лавок. В этот период земельный надел сельской общины составлял 805 десятин.
До 1920 г. село входило в Юхмачинскую волость Спасского уезда Казанской губернии. С 1920 г. в составе Спасского кантона ТАССР. С 10.08.1930 г. в Алькеевском, с 10.02.1935 г. в Кузнечихинском, с 19.02.1944 г. в Юхмачинском, с 07.12.1956 г. в Кузнечихинском, с 28.10.1960 г. в Алькеевском, с 01.02.1963 г. в Куйбышевском, с 12.01.1965 г. в Алькеевском районах.

## Название
Происходит от чувашского топонима, который происходит от "Тăмпа" как и "Тăмпике" - с корнем "Тăм" - глина,  от др.-греч. τύμβος «холм, насыпь, курган, надгробный камень». Из нем. яз., где Tumbe «могила» < народнолатинск. tumba — тж., восходящего к греч. tymbos «холм»,. Исходно — «могильный холм > надгробный памятник > столб > столбик».

## Население
| 1859 | 1897 | 1908 | 1920 | 1926 | 1938 | 1949 | 1958 | 1970 | 1979 | 1989 | 2002 | 2008 | 2021 |
| ---- | ---- | ---- | ---- | ---- | ---- | ---- | ---- | ---- | ---- | ---- | ---- | ---- | ---- |
| 522  | 839  | 824  | 1064 | 815  | 526  | 527  | 554  | 443  | 274  | 137  | 132  | 120  | 78   |

## Транспорт
Грунтовая дорога Каракули — Старая Тумба.